# Agriades alexius
Agriades alexius är en fjärilsart som beskrevs av Frey 1858. Agriades alexius ingår i släktet Agriades och familjen juvelvingar. Inga underarter finns listade i Catalogue of Life.